# Loge (astronomia)
Loge è un satellite naturale minore di Saturno, dal diametro medio pari ad appena 6 km.
Il suo nome deriva da quello di Loge, un gigante del fuoco della mitologia norrena, figlio di Fornjótr e a volte confuso con il dio Loki. Il satellite era in precedenza noto mediante la designazione provvisoria S/2006 S 5. Loge è il più lontano tra i satelliti conosciuti anche se il suo tempo di rivoluzione di 3,60 anni terrestri è leggerissimamente più breve dell'altra luna Ymir.

## Storia
La scoperta di Loge da parte di Scott Sheppard, David Jewitt, Jan Kleyna e Brian Marsden è stata annunciata il 26 giugno 2006, ed è stata resa possibile grazie ad osservazioni condotte fra il 13 dicembre 2004 ed il 30 aprile 2006.